# Nautalda
Nautalda är ett berg i republiken Island. Det ligger i regionen Suðurland, 160 km öster om huvudstaden Reykjavík.
Toppen på Nautalda är 669 meter över havet.
Trakten runt Nautalda är nära nog obefolkad, med mindre än två invånare per kvadratkilometer. Det finns inga samhällen i närheten. Trakten runt Nautalda består i huvudsak av gräsmarker.